# エドアルド・コスタ
エドアルド・コスタ（Edoardo Costa、1967年8月7日 - ）は、イタリアのファッションモデル、俳優、起業家。
イタリア ヴァレーゼ出身。代表作はダイ・ハード4.0。